# Note2be
Pour les articles ayant des titres homophones, voir Not to Be et Note to be.

Logo de Note2be.

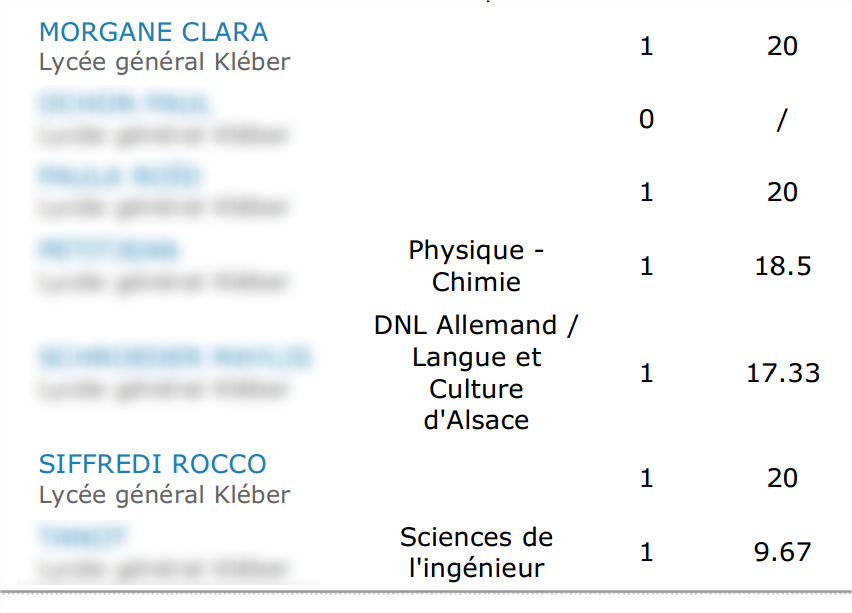
Capture d'écran du site note2be.fr.

Note2be.com est un site web permettant aux élèves français de noter leurs professeurs.
Contrairement à d'autres sites étrangers, notamment allemands comme spickmich.com, le site français ne contrôlait aucune des déclarations faites, ce qui a pu donner l'image d'un site peu sérieux (voir copie d'écran ci-dessus).
Le site a été mis en ligne fin janvier 2008, en s'inspirant de la 5e préconisation du rapport de la commission Attali réclamant l'instauration d'une évaluation des professeurs par leurs élèves. Ce type de site web existe depuis des années dans plusieurs pays et notamment en Allemagne sous le nom de spickmich.com et aux États-Unis sous le nom de RateMyProfessors, site où sont évalués plus d'un million de professeurs américains, canadiens et britanniques. Pourtant la sortie de note2be en France a provoqué la colère des enseignants, dont l'un des syndicats, le Snes, l'a assigné en référé après 15 jours d'existence. Le 3 mars 2008, le tribunal a ordonné que soient suspendus la collecte et le traitement des données nominatives (nom et prénom des professeurs), obligeant ainsi les créateurs du site à suspendre leur activité,,,,,.
Dans le même temps, La Cnil a également jugé que la collecte de données personnelles sur les professeurs  était « illégitime » sans leur consentement.
Le fondateur du site, Stéphane Cola, militant de l'UMP de Paris, candidat aux élections municipales sur la liste de Pierre Lellouche (dont il s'est retiré en raison de la confusion entre ses activités liées à note2be et à la politique), estime que cette décision tient de la censure et constitue une atteinte à la liberté d'expression : "Dans tous les pays où ce genre d'affaire a été jugée et notamment en Allemagne, pays soumis au même droit européen que la France, les juges ont systématiquement donné raison au site. Ainsi, dans chacune de ces décisions, le juge allemand rappelle que ce qui est en jeu c'est la liberté d'expression, principe constitutionnel. Et c'est au nom de la liberté d'expression qu'il a systématiquement écarté les demandes des professeurs[réf. nécessaire]". 
Le 25 juin 2008 la Cour d'appel de Paris rend sa décision. Il est reproché au site de permettre la notation et la consultation des notes sans aucune restriction, contrairement au site allemand qui n'ouvre ces possibilités qu'aux élèves de l'établissement concerné. 
Xavier Darcos, ministre de l'éducation nationale, a apporté son soutien aux professeurs opposés à Note2be et il a désapprouvé le site.
La version 2 de note2be est en ligne depuis le 25 juin 2008. Depuis 2009, le nom de domaine appartient à une société brésilienne et le site de notation existe toujours sous la version 2.1.
Ce site est critiqué par Xavier Pavie, qui estime qu'il a été lancé sans s'interroger des conséquences éventuelles d'un tel outil, sans réaliser l'impact sur les individus, mais aussi sans précision sur les critères d'évaluation de ce qu'est ou doit être un « bon » enseignant.